# 姚璧
姚璧（？—？），浙江嚴州府桐廬縣人，明朝政治人物。

## 生平
景泰七年（1456年）丙子科浙江鄉試舉人，天順八年（1464年）甲申科二甲第十五名進士。成化十三年（1477年）兵部尚書項忠論劾汪直，項忠令兵部武選司郎中姚璧持劾奏予吏部尚書尹旻署名，尹旻拒絕。後來錦衣衛千戶吳綬等誣陷項忠，項忠削籍為民，姚璧謫廣西思明府同知，引病歸里。

## 家族
父姚夔，吏部尚書。